# Liste der Monuments historiques in La Genevroye
Die Liste der Monuments historiques in La Genevroye führt die Monuments historiques in der französischen Gemeinde La Genevroye auf.

## Liste der Objekte
| Bezeichnung    | Beschreibung                     | Standort                           | Kennzeichnung | Schutzstatus | Datum | Bild |
| -------------- | -------------------------------- | ---------------------------------- | ------------- | ------------ | ----- | ---- |
| Kommuniontisch | Holz, bemalt und vergoldet, 1679 | in der Kirche St-Barthélemy (Lage) | PM52000499    | Classé       | 1983  |      |